# Charlotte Gainsbourg

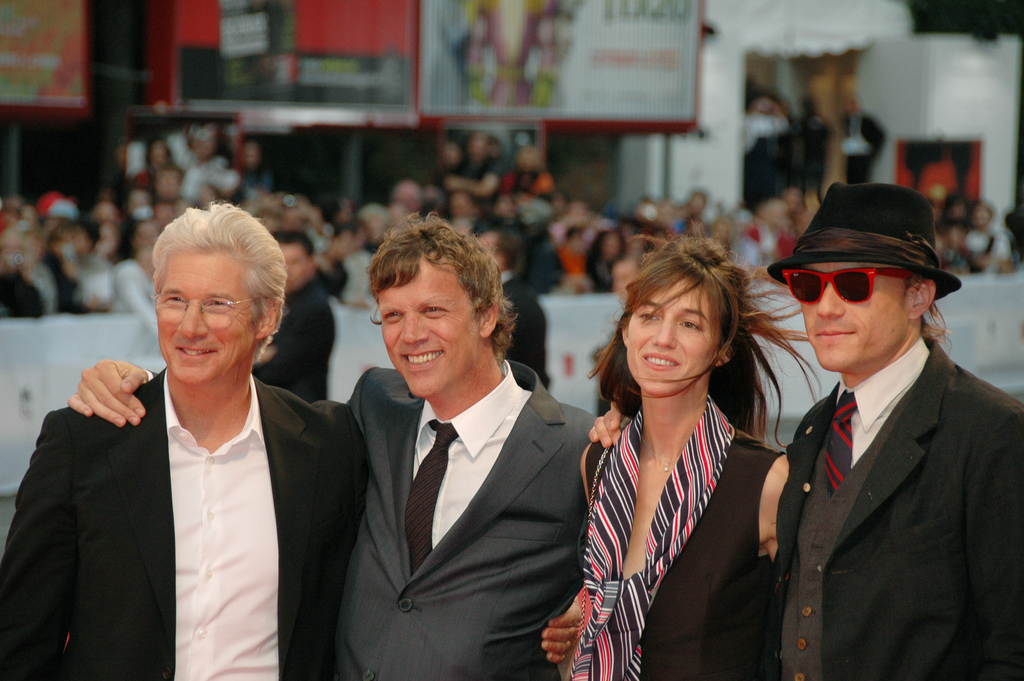
Richard Gere, Todd Haynes, Charlotte Gainsbourg i Heath Ledger na premierze filmu I’m Not There. Gdzie indziej jestem

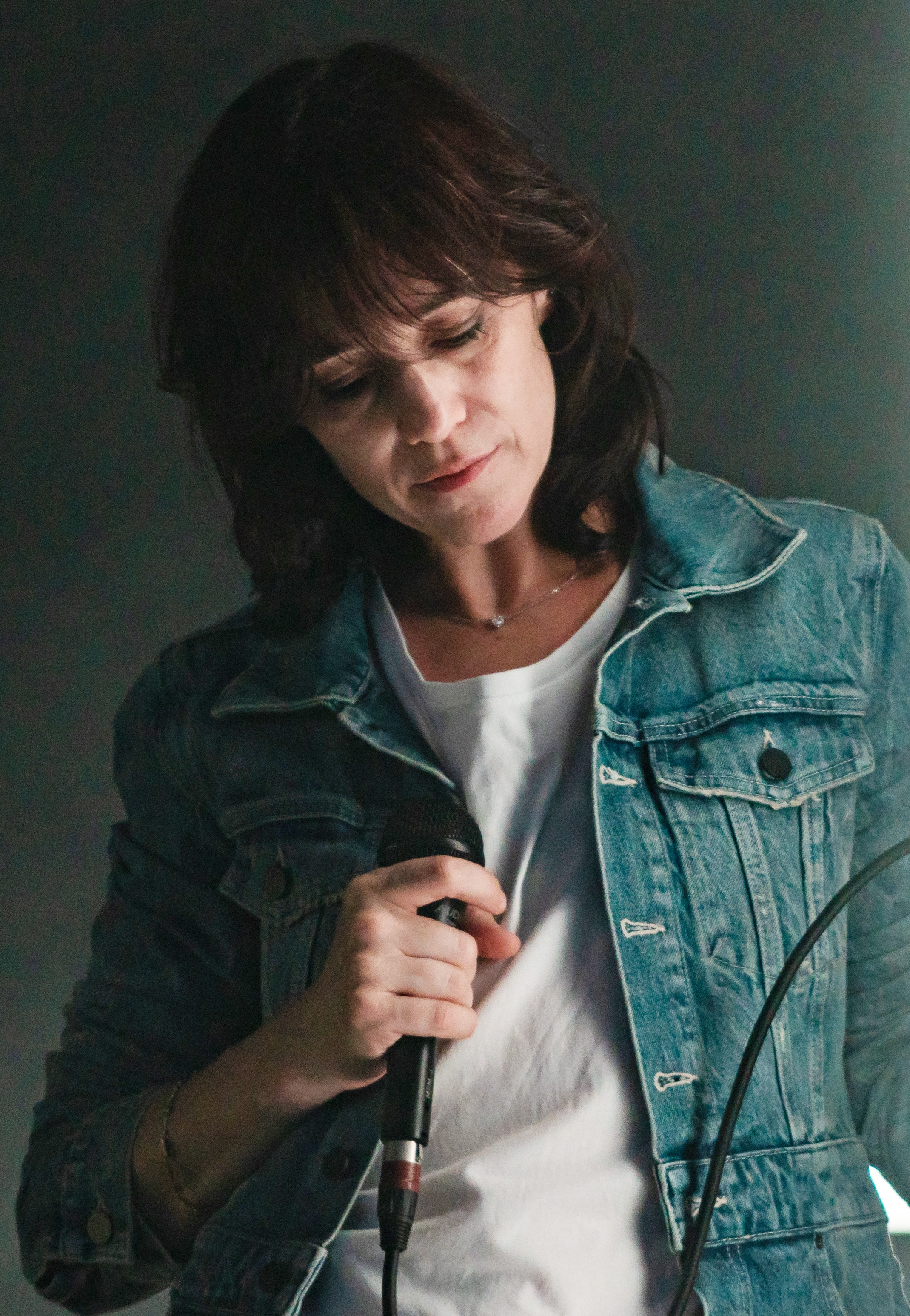
Charlotte Gainsbourg podczas koncertu w 2018 roku

Charlotte Lucy Gainsbourg (ur. 21 lipca 1971 w Londynie) – brytyjsko-francuska aktorka i piosenkarka.

## Życiorys

### Wczesne lata
Jest córką Jane Birkin, brytyjskiej aktorki i piosenkarki, i Serge’a Gainsbourga, francuskiego piosenkarza, aktora i reżysera. Jej babką ze strony matki była aktorka Judy Campbell, a wujem jest scenarzysta Andrew Birkin. Dzieciństwo spędziła w Paryżu, gdzie ukończyła École Active Bilingue Jeannine Manuel. Studiowała w Collège Alpin International Beau Soleil w Szwajcarii.

### Kariera filmowa
Nad rozwojem jej kariery od samego początku czuwali jej rodzice. W wieku 13 lat zadebiutowała w roli Charlotte Marker, córki Margaux (Catherine Deneuve) w dramacie kanadyjskim Słowa i muzyka (Paroles et musique, 1984) u boku Christophera Lamberta i Richarda Anconiny. Jacques Doillon zaangażował ją do roli dziecka w melodramacie La Tentation d’Isabelle (1985) z Jacques’em Bonnaffé i Xavierem Deluc. W 1986, mając 15 lat, zdobyła Cezara w kategorii „Najbardziej obiecująca aktorka” za rolę Charlotte Castang w adaptacji powieści Carson McCullers Złośnica (L’effrontée, 1985). Zagrała także w filmie wyreżyserowanym przez swojego ojca Charlotte for Ever (1986), a na planie dramatu Agnès Vardy Kung – fu master (1988) jako Lucy partnerowała swojej matce. Za postać 16-letniej Janine Castang w dramacie Mała złodziejka (La Petite Voleuse, 1988) z Simonem de La Brosse i Nathalie Cardone była nominowana do Cezara.
Wystąpiła jako Camille Pelleveau w komediodramacie Bertranda Bliera Dziękuję ci, życie (Merci la vie, 1991) u boku Anouk Grinberg, Jeana Carmeta, Catherine Jacob, Jeana-Louisa Trintignanta, Gérarda Depardieu i Annie Girardot. W filmie napisanym i wyreżyserowanym przez jej wujka Andrew Birkina Cementowy ogród (The Cement Garden, 1993) wg powieści Iana McEwana Betonowy ogród zagrała 17-letnią Julie, która po śmierci matki rozpoczyna podszyty erotyzmem flirt ze swoim 15-letnim bratem. Z kolei Franco Zeffirelli powierzył jej rolę tytułową w ekranizacji powieści Charlotte Brontë Jane Eyre (1996) z udziałem Williama Hurta, Anna Paquin, Geraldine Chaplin i Joan Plowright. Kolejną nominację do Cezara dla najlepszej aktorki zdobyła jako Marie w komediodramacie Love, etc. (1996).
Zagrała Catherine Girard w dreszczowcu psychologicznym Intruz (The Intruder, 1999) z Nastassją Kinski, Molly Parker i Johnem Hannah. W 2000 otrzymała drugi w jej karierze Cezar, tym razem w kategorii „Najlepsza aktorka drugoplanowa” za rolę Milli Robin w Gwiazdkowy deser (La Bûche, 1999) z Sabine Azémą i Emmanuelle Béart. Gainsbourg regularnie występowała też w filmach reżyserowanych przez jej partnera Yvana Attala, m.in. w komedii romantycznej Moja żona jest aktorką (2001) i dramacie I żyli długo i szczęśliwie (2004).
Jej amerykańskim debiutem był dramat kryminalny Alejandro González Iñárritu 21 gramów (2003) u boku Seana Penna, Naomi Watts i Benicio del Toro. Potem wystąpiła w komedii Michaela Gondry’ego Jak we śnie (La Science des rêves, 2006) z Gaelem Garcíą Bernalem i biograficznym dramacie muzycznym Todda Haynesa I’m Not There. Gdzie indziej jestem (2007) u boku Heatha Ledgera i Christiana Bale.
Zagrała główną rolę w filmach duńskiego skandalisty Larsa von Triera. Odważna kreacja żony, badaczki historii czarownic w średniowieczu w dramacie psychologicznym Antychryst (2009) z Willemem Dafoe przyniosła jej nagrodę dla najlepszej aktorki na 62. MFF w Cannes. Za postać Claire w dramacie psychologicznym von Triera Melancholia (2011) z Kirsten Dunst była nominowana do Europejskiej Nagrody Filmowej. Za rolę uzależnionej od seksu Joe w dramacie erotycznym von Triera Nimfomanka (2013) została uhonorowana duńską nagrodą Bodil.
Zasiadała w jury konkursu głównego na 54. MFF w Cannes (2001).

### Kariera muzyczna
W 1984 debiutowała kontrowersyjną piosenką „Lemon Incest” (Cytrynowe kazirodztwo) w duecie ze swoim ojcem. W 1986 ukazała się jej debiutncki album Charlotte for Ever, gdzie wszystkie piosenki zostały napisane przez jej ojca. W 2000 pojawił się na płycie Madonny Music w utworze „What It Feels Like for a Girl”. Długie przemówienie Gainsbourga pochodzi z filmu Cementowy ogród, który zainspirował tytuł piosenki. Utwór został ponownie zremiksowany dla pojedynczej wersji w 2001, podczas gdy w trakcie utworu powtórzył się głos Gainsbourga z filmu. Jej piosenki pojawiły się na wielu ścieżkach muzycznych filmów i płytach innych zespołów. 28 sierpnia 2006 ukazał się album 5:55, a przy jego powstawaniu pracowała m.in. z francuskim duetem Air, angielskim muzykiem Jarvisem Cockerem i producentem zespołu Radiohead – Nigelem Godrichem. 7 grudnia 2009 wydała krążek IRM, nagrany wspólnie z Beckiem.

## Życie prywatne
W 1991 związała się z izraelsko-francuskim aktorem i reżyserem Yvanem Attalem, z którym ma trójkę dzieci: Bena (ur. 12 czerwca 1997), Alice (ur. 8 listopada 2002) i Joe (ur. 16 lipca 2011).
5 września 2007 została przewieziona do szpitala w Paryżu, gdzie przeprowadzono operację w związku z wykrytym u niej krwotokiem śródczaszkowym. Jej agent, Dominique Segall, za przyczynę krwotoku podał wypadek, którego doświadczyła podczas jazdy na nartach wodnych kilka tygodni wcześniej.

## Dyskografia
Albumy
| Charlotte for Ever                      | - Data: 1986 - Wydawca: Phonogram Records         | –  | –  | –  | –  | –  |
| 5:55                                    | - Data: 28 sierpnia 2006 - Wydawca: Because Music | 1  | 57 | 41 | 38 | 12 |
| IRM                                     | - Data: 7 grudnia 2009 - Wydawca: Because Music   | 4  | 46 | –  | –  | 28 |
| Stage Whisper                           | - Data: 3 grudnia 2010 - Wydawca: Because Music   | 84 | –  | –  | 89 | –  |
| „–” oznacza, że album nie był notowany. |                                                   |    |    |    |    |    |

Single
| Tytuł                                                  | Rok  | Pozycja na liście | Album            |
| Tytuł                                                  | Rok  | FRA               | Album            |
| ------------------------------------------------------ | ---- | ----------------- | ---------------- |
| Lemon Incest (Serge Gainsbourg i Charlotte Gainsbourg) | 1984 | 2                 | Love on the Beat |
| The Songs That We Sing                                 | 2006 | 30                | 5:55             |

## Filmy fabularne i seriale
- 1984: Słowa i muzyka (Paroles et musique) jako Charlotte Marker
- 1985: Złośnica (L’ Effrontée) jako Charlotte Castang
- 1985: La Tentation d’Isabelle jako Dziecko
- 1986: Charlotte na zawsze (Charlotte for Ever) jako Charlotte'
- 1987: Kung-Fu master jako Lucy
- 1987: Agnès V. o Jane B. (Jane B. par Agnès V.) jako La fille de J.
- 1988: Mała złodziejka (La Petite voleuse) jako Janine Castang
- 1993: Cementowy ogród (The Cement Garden) jako Julie
- 1990: Aux yeux du monde jako Juliette Mangin
- 1990: Słońce także nocą (Il Sole anche di notte) jako Matilda
- 1991: Dziękuję ci życie (Merci la vie) jako Camille Pelleveau
- 1992: Amoureuse jako Marie
- 1994: Śmiertelne zmęczenie (Grosse fatigue) jako Charlotte Gainsbourg
- 1996: Jane Eyre jako Jane Eyre
- 1996: Love, etc. jako Marie
- 1999: Intruz (The Intruder) jako Catherine Girard
- 1999: Gwiazdkowy deser (La Bûche) jako Milla
- 1996: Anna Oz jako Anna Oz
- 2000: Passionnément jako Alice Almeida
- 2000: Norymberga (Nuremberg) jako Marie Claude Vaillant-Courtier
- 2001: Moja żona jest aktorką (Ma femme est une actrice) jako Charlotte
- 2001: Felix i Lola (Felix et Lola) jako Lola
- 2002: La Merveilleuse odyssée de l’idiot Toboggan jako głos
- 2003: 21 gramów (21 Grams) jako Mary Rivers
- 2004: Une star internationale jako Charlotte Gainsbourg
- 2004: I żyli długo i szczęśliwie (Ils se marièrent et eurent beaucoup d’enfants) jako Gabrielle
- 2005: Jeden odchodzi, drugi zostaje (L’ Un reste, l’autre part) jako Judith
- 2005: Leming (Lemming) jako Bénédicte Getty
- 2006: Jak we śnie (La Science des rêves) jako Stephanie
- 2006: Układ idealny (Prête-moi ta main) jako Emma
- 2006: Złote wrota (Nuovomondo) jako Lucy Reed
- 2007: I’m Not There. Gdzie indziej jestem (I’m Not There) jako Claire
- 2007: La science des rêves – Film B
- 2009: Zagubieni w miłości (Persécution) jako Sonia
- 2009: Zagadka przeznaczenia (The City of Your Final Destination) jako Arden Langdon
- 2009: Antychryst (Antichrist) jako Ona
- 2010: Drzewo (The Tree) jako Dawn O’Neil
- 2011: Melancholia jako Claire
- 2012: Do Not Disturb jako Lilly
- 2012: Confession of a Child of the Century jako Brigitte
- 2013: Nimfomanka (Nymphomaniac) jako Joe
- 2014: Samba jako Alice
- 2014: 3 serca (3 coeurs) jako Sylvie Berger
- 2014: Dziewczynka z kotem (Incompresa) jako Yvonne Casella, matka
- 2014: Jacky w królestwie kobiet (Jacky au royaume des filles) jako pani pułkownik
- 2014: Son épouse jako Catherine de Rosa
- 2015: Every Thing Will Be Fine jako Kate
- 2016: True Crimes jako Kasia
- 2016: Dzień Niepodległości: Odrodzenie (Independence Day: Resurgence) jako dr Catherine Marceaux
- 2016: Ils sont partout jako Mathilde Bensoussan
- 2017: Pierwszy śnieg (The Snowman) jako Rakel
- 2000: Nędznicy (miniserial 2000) (Les misérables) jako Fantine (serial)
- 2022: Bielmo (The Pale Blue Eye) jako Patsy

## Nagrody
- Cezar
  - Najlepsza aktorka drugoplanowa: 2000 Gwiazdkowy deser
  - Najlepsza debiutantka: 1986 Złośnica
- Nagroda na MFF w Cannes Najlepsza aktorka: 2009 Antychryst